# V-Cinema
V-Cinema es una abreviación acuñada en la industria cinematográfica japonesa que significa Video Cinema, y se utiliza para designar a las películas destinadas a la industria de los vídeos vendidos a formatos hogareños (en inglés direct-to-video). El término es una marca registrada de Toei Company pero es ampliamente utilizado en oriente para nombrar a un estreno direct-to-video japonés. A diferencia de su contraparte occidental, esta industria tiene una muy considerable reputación, con directores que a veces realizan V-Cinema por preferencia, debido a la libertad de creatividad permitida por la menos estricta censura del formato, y los arriesgados contenidos que los productores permitían. 
La historia del V-Cinema se inicia en marzo de 1989 por Toei Video para combatir la crisis de la industria del cine, que en ese momento sufrían las producciones japonesas. Crime Hunter fue la primera producción en esta industria.
Dicha experiencia rindió frutos, pues a finales de los años noventa Toei Video suministraba a los video clubes (inclusive hasta dos títulos nuevos por mes). Famosos actores como Bunta Sugawara o Kōji Yakusho deleitaban a los clientes de los establecimientos. Actores con experiencia en esta industria del cine son Riki Takeuchi y Show Aikawa, conocidos en el medio por sus actuaciones en la trilogía Dead or Alive del director Takashi Miike (quien posteriormente incursionara en la industria de las películas para cine).
Otro ejemplo notable es la serie de Takashi Shimizu, Ju-on la cual empezó como V-Cinema, pero más le favoreció el sorpresivo éxito como el resultado del favorable boca a boca.  
A propósito, el gran veterano de televisión Masashi Tashiro también empezó a dirigir V-Cinemas desde su despedida del mundo del entretenimiento. 
Se aplica el término común OVA (Original Video Animation) cuando la película en cuestión es de tipo anime.  
- Datos: Q2349175